# Miss Venezuela 1983
El Miss Venezuela 1983 fue la trigésima (30°) edición del certamen Miss Venezuela, la cual se celebró en Caraballeda, Estado Vargas, Venezuela, el jueves 5 de mayo de 1983, después de varias semanas de eventos. La ganadora del concurso fue Paola Ruggeri, Miss Portuguesa.
El concurso fue transmitido en vivo por Venevisión desde el Hotel Macuto Sheraton en Caraballeda, Estado Vargas. Al final de la noche del concurso, la reina saliente, Ana Teresa Oropeza, coronó a Paola Ruggeri, representante del estado Portuguesa, como la nueva Miss Venezuela.
La dirección general del programa estuvo a cargo de Grazio D'Angelo en reemplazo de Miguel Quevedo.

## Resultados
| Resultado           | Candidata                              |
| ------------------- | -------------------------------------- |
| Miss Venezuela 1983 | - Portuguesa - Paola Ruggeri           |
| 1.ª Finalista       | - Apure - Carolina Cerruti Duijm       |
| 2.ª Finalista       | - Miranda - Donna Bottone              |
| 3.ª Finalista       | - Amazonas - Isabel Yépez              |
| 4.ª Finalista       | - Distrito Federal - Helen Chemaly (†) |
| 5.ª Finalista       | - Monagas - Marina Rueda               |
| 6.ª Finalista       | - Lara - Dalia Di Filippo Linares      |
| 7.ª Finalista       | - Barinas - Laura García               |

### Premiaciones especiales
| Premio                                                                      | Candidata Ganadora          |
| --------------------------------------------------------------------------- | --------------------------- |
| Miss Fotogénica (electa por el Círculo de Reporteros Gráficos de Venezuela) | Guárico - Marbellyz Roa     |
| Miss Amistad                                                                | Mérida - Paulina Parada     |
| Miss Elegancia                                                              | Táchira - Adriana Novellino |
| Miss Simpatía                                                               | Falcón - Reina Venturini    |
| Miss Prensa Nacional                                                        | Apure - Carolina Cerruti    |

## Jurado calificador
- Chelique Sarabia - Músico, cantante y compositor
- Migdalia García - Superintendente de Protección al Consumidor
- Francisco Pérez Hernández - Director del Círculo de las Fuerzas Armadas
- Cristina Saralegui - Directora de la revista Cosmopolitan
- Mirtha Blanco - Representante de la revista Activa
- Isabel Fernández - Representante del Bloque Dearmas
- Álvaro Clement - Diseñador
- Alfa Savoini - Diseñadora
- Frank Calderón - Director de la revista Vanidades
- Irma Galindo - Esposa del Director de la Cadena Sheraton para América Latina
- Dominichela Minelli - Estilista
- Valentín Ladra Von Pepin - Director de la revista Cábala
- América Alonso - Actriz
- Jesús Soto - Escultor
- Lavinia González - Directora de la revista Páginas
- Otto Casale - Director de la revista Kena
- Anilde Prieto - Directora de Protocolo del Aeropuerto Internacional Simón Bolívar
- Aldemaro Romero - Músico
- Iván Martínez - Periodista
- María Eugenia Benedetti de Behrens
- Clarissa Alcock
- Roberto Slimak - Diseñador de Trajes de baño Riviera
- Cecilia Picón Febres - Miss Mérida 1966, 2ª finalista del Miss Venezuela 1966 y delegada de Venezuela en el Miss Internacional 1967
- Juan Vicente Tovar - Jinete
- Diego Fortunato - Director de la revista Venezuela Gráfica
- Héctor Collins - Jefe de Información del diario El Mundo
- Rafael Luces Morales - Gerente de Operaciones del diario El Universal
- Fernando Zubillaga - Empresario
- María Angélica Olivares - Representante de la revista Zeta
- Amable Rosales - Director de la revista Auténtico

## Candidatas Oficiales
| Estado              | Candidata                                   |
| ------------------- | ------------------------------------------- |
| Amazonas            | Isabel Teresa Yépez                         |
| Anzoátegui          | Millarca Concepción (Mila) Márquez Chaumier |
| Apure               | Carolina del Valle Cerruti Duijm            |
| Aragua              | Julie Miralles Ríos                         |
| Barinas             | Laura Carolina García Flores                |
| Bolívar             | Yadira Isabel Caraballo                     |
| Carabobo            | María Eugenia Larrain                       |
| Delta Amacuro       | Vera Fawzy Sayed †                          |
| Departamento Vargas | Josefina Durán Longa                        |
| Distrito Federal    | Helen Suzette Chemaly Abudei †              |
| Falcón              | Reina María Venturini Madrigal              |
| Guárico             | Marbellyz Roa Cermeño                       |
| Lara                | Dalia Di Filippo Linares                    |
| Mérida              | Paulina Parada Sandrock                     |
| Miranda             | Donnatella Tiranti Bottone                  |
| Monagas             | Marina de la Concepción Rueda Menero        |
| Nueva Esparta       | Evelyn Luján Castillo                       |
| Portuguesa          | Paola Laura Ruggeri Ghigo                   |
| Sucre               | Ana Luisa Sayegh Hopkins                    |
| Táchira             | Adriana Novellino Blonval                   |
| Yaracuy             | Gisel Arrivillaga                           |
| Zulia               | Susana Cavazza Castellano                   |